# مغداف
المِغْداف أو الغادوف هو أداة محمولة ذات مقبض ممدود ونهاية بعيدة مسطحة وموسعة (أي الشفرة)، يُستخدم كرافعة لتطبيق قوة على الطرف ذي الشفرة.

## طالع المزيد
- مجداف